# Casa Sibley
La Casa Sibley es una residencia privada ubicada en 976 East Jefferson Avenue de la ciudad de Detroit, la más importante del estado de Míchigan (Estados Unidos). Fue construida en 1848 y actualmente se utiliza como Rectoría de la iglesia Christ Church Detroit. La casa fue designada Sitio Histórico del Estado de Míchigan en 1958 y se incluyó en el Registro Nacional de Lugares Históricos en 1971.

## Historia

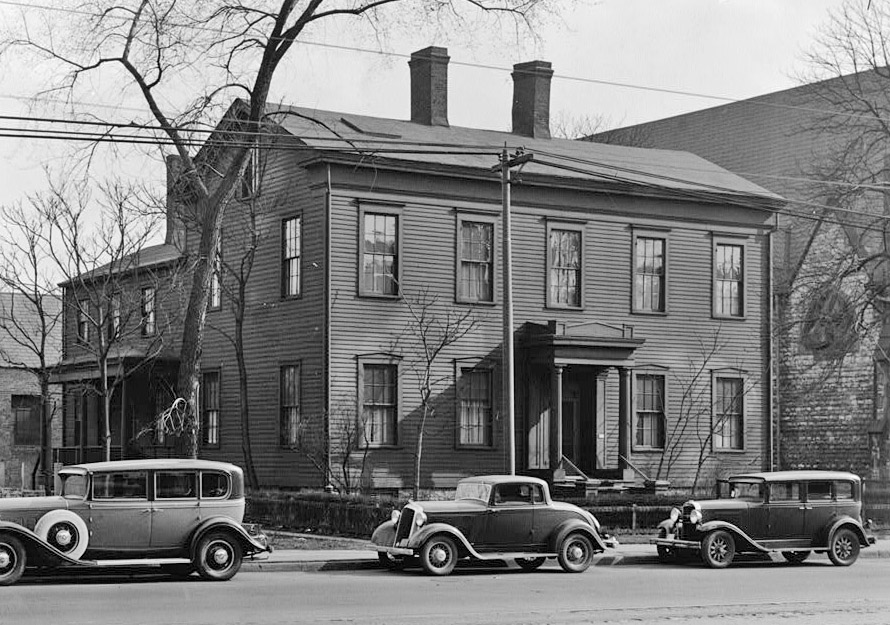
Casa Sibley en 1934

Solomon Sibley se mudó a Detroit a finales de la década de 1790; fue uno de los primeros abogados que vivió en lo que entonces era un pequeño pueblo. Ocupó varios cargos políticos mientras vivía en Detroit. En 1799, comenzó a servir en la legislatura territorial; en 1806 se convirtió en alcalde de Detroit; de 1815 a 1824 fue Fiscal de Distrito de los Estados Unidos en Míchigan. Sibley sirvió como representante de Míchigan en el Congreso desde 1820-1823, y desde 1824 hasta 1827, sirvió en la Corte Suprema territorial.
Sibley murió en 1846. Poco después, su viuda, Sarah Sproat Sibley, construyó esta casa para ella y sus dos hijas.
La casa de Sibley es una casa estilo historicista griego de tablillas con frontones laterales. La fachada frontal simétrica da a Jefferson Avenue y está dividida en cinco tramos separados por ventanas trabeadas. Un pórtico de entrada central con columnas da al edificio.

## Uso posterior
La casa fue ocupada por descendientes de Solomon Sibley desde su construcción hasta 1925, cuando fue vendida a la iglesia de al lado Christ Church Detroit. Christ Church usó la casa para una varios propósitos hasta 1946, cuando se convirtió en la rectoría parroquial.